# Rugby Europe Trophy
El Rugby Europe Trophy (RET) es un torneo de rugby de selecciones europeas, organizado por Rugby Europe.
Su primera edición fue en el 2017, desde ahí pasó a ser la tercera categoría del rugby europeo luego del Seis Naciones y el Championship.

## Historia
El torneo es la continuación de la extinta European Nations Cup, cuya última temporada fue la del 2014-16, torneo que se disputaba en temporadas de dos años, luego de la reorganización ocurrida en 2016, se cambió el formato y la estructura, siendo el Championship, la primera división, mientras que el Trophy será la segunda, disputándose ambas en formato similar al Torneo de las Seis Naciones.

## Campeonatos
| Edición | Temporada | Campeón      | 2º puesto    | 3º puesto       | 4º puesto | 5º puesto | 6º puesto       |
| ------- | --------- | ------------ | ------------ | --------------- | --------- | --------- | --------------- |
| I       | 2016-17   | Portugal     | Países Bajos | Suiza           | Polonia   | Moldavia  | Ucrania         |
| II      | 2017-18   | Portugal     | Países Bajos | República Checa | Suiza     | Polonia   | Moldavia        |
| III     | 2018-19   | Portugal     | Países Bajos | Suiza           | Polonia   | Lituania  | República Checa |
| IV      | 2019-20   | Países Bajos | Suiza        | Ucrania         | Alemania  | Lituania  | Polonia         |
| V       | 2021-22   | Bélgica      | Polonia      | Alemania        | Suiza     | Ucrania   | Lituania        |
| VI      | 2022-23   | Suiza        | Ucrania      | Suecia          | Lituania  | Croacia   |                 |
| VII     | 2023-24   | Suiza        | Suecia       | República Checa | Croacia   | Lituania  | Ucrania         |
| VIII    | 2024-25   | Polonia      | Suecia       | República Checa | Croacia   | Lituania  | Luxemburgo      |

## Posiciones
- Número de veces que los equipos ocuparon cada posición desde el nuevo formato instaurado en 2017.

| Equipo          | Campeón | 2º puesto | 3º puesto | 4º puesto | 5º puesto | 6º puesto |
| --------------- | ------- | --------- | --------- | --------- | --------- | --------- |
| Portugal        | 3       |           |           |           |           |           |
| Suiza           | 2       | 1         | 2         | 2         |           |           |
| Países Bajos    | 1       | 3         |           |           |           |           |
| Polonia         | 1       | 1         |           | 2         | 1         | 1         |
| Bélgica         | 1       |           |           |           |           |           |
| Suecia          |         | 2         | 1         |           |           |           |
| Ucrania         |         | 1         | 1         |           | 1         | 2         |
| República Checa |         |           | 3         | 1         |           |           |
| Alemania        |         |           | 1         | 1         |           |           |
| Lituania        |         |           |           | 1         | 3         | 1         |
| Croacia         |         |           |           | 2         | 1         |           |
| Moldavia        |         |           |           |           | 2         | 1         |
| Luxemburgo      |         |           |           |           |           | 1         |